# Clorur de ruteni(III)

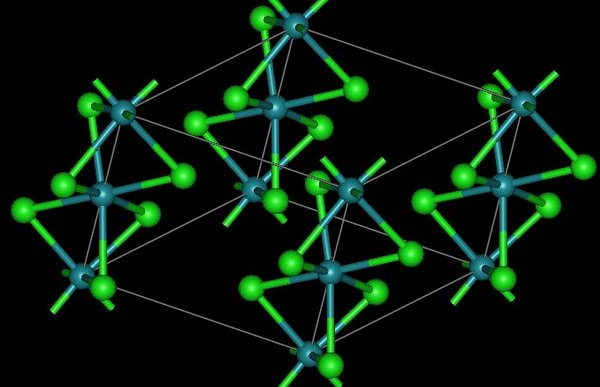
Estructura del clorur de ruteni(III). En verd, els àtoms de clor

El clorur de ruteni(III) és un compost químic amb la fórmula RuCl₃. Sovint s'utilitza aquest terme per referir-se a la forma hidratada, RuCl₃·xH₂O. Tant la forma anhidra com la hidratada són sòlids de color marró fosc o negre.